# Jolanta Kowalska
Jolanta Kowalska est une chanteuse classique soprano polonaise née le 29 avril 1983 à Cracovie.

## Biographie
Jolanta Kowalska a effectué ses études de chant sous la direction d’Agnieszka Monasterska à l'Académie de musique de Cracovie (où elle a obtenu son diplôme avec mention) poursuivies à la Guildhall School of Music and Drama de Londres (sous la direction d’Ameral Gunson).
Elle a participé régulièrement à des master classes, notamment avec Barbara Schlick, Paul Esswood, Elisabeth von Magnus, Teresa Żylis-Gara, Helena Łazarska et Ryszard Karczykowski.

## Bourses, prix et récompenses
Jolanta Kowalska a obtenu des bourses du ministère polonais de la Culture et du Patrimoine (2004-2005, 2005-2006, 2006-2007) et de la ville de Cracovie (bourses "Créative" et "Jeune Pologne", 2009).
Elle a remporté un premier prix aux concours internationaux The Thelma King  (2009) et Bach Singer’s Prize  à Londres (2008).
Elle a reçu un Prix spécial aux concours internationaux Concours international Jean-Sébastien-Bach de Leipzig (2008), prix Ada Sari de Nowy Sącz (2009), et le Prix « Jurica Murai » pour la meilleure interprétation au 39e Festival  « Soirées baroques de Varaždin » (Varaždinske barokne večeri) (Varaždin, Croatie, 2009),
Elle a également été récompensée par d'autres prix et accessits au 9e Concours international de chant Imrich Godin « Iuventus Canti » (Vráble, Slovaquie , 2007) et au concours de chant Mozart à Londres (2008).
Elle a remporté le troisième prix au Concours national de chant Halina Halska (2005) et le deuxième prix au concours d’interprétation de chant artistique de Pologne (2007).

## Activités
Jolanta Kowalska a travaillé avec l'Opéra de Chambre de Cracovie et elle fait partie depuis 2003 de l’ensemble Capella Cracoviensis. Elle a pris part à deux reprises, sous la direction de Paul Esswood, aux festivités de Chichester. 
Elle était au programme du quatorzième Festival Bach de St Anne's Lutheran Church à Londres, a donné un récital solo de la musique espagnole à la Galerie nationale, et a aussi chanté à Bachfest organisé par la Société Bach de Londres à la National Portrait Gallery à Londres. Participation en solo à la tournée de la chorale germanophone de Cracovie Kantorei Sankt Barbara avec l’Orchestre baroque de Jérusalem (Jerusalem Baroque Orchestra ).
En juin 2011, elle a participé à la série de concerts Polski Barok dans le cadre du programme soutenu par l’Union européenne Verba et Voces, avec des œuvres de Bartłomiej Pękiel, Gorczycki, Marcin Mielcewski.
En octobre 2011, elle a participé, dans le cadre du festival Opera Rara de Cracovie, à Alcina de Haendel, avec Marc Minkowski, qui dirigeait l'orchestre Les Musiciens du Louvre-Grenoble.
En mars 2012, elle fait une tournée avec Les Musiciens du Louvre-Grenoble qui l'emmène notamment au MC2 de Grenoble, à l'Alter Oper de Francfort, au Théâtre Musical de Besançon, au Centro Cultural Miguel Delibes de Valladolid, au Palau de la Musica de Valence, à l'Auditorio de la Diputacion d'Alicante, à l'Auditorium national de musique de Madrid, à la Philharmonie de Cracovie, à la Salle Pleyel de Paris.

## Enregistrements disponibles[7]
- Kantorei Sankt Barbara, Jan Dismas Zelenka - Missa fidei ZWV 6 (2016)
- Capella Czestochoviensis, Polish Sacred Music Gaude Mater, 2011
- Pueri Cantores Tarnovienses et Orchestre de chambre de Tarnów, Completorium de Grzegorz Gerwazy Gorczycki (~1667-1734) sous la direction de Grzegorz Piekarz (2010)
- Kantorei Sankt Barbara (Muzyka u św. Barbary) Jean-Sébastien Bach - Magnificat sous la direction de Wiesław Delimat (2008)